# Acanthoplus speiseri
Acanthoplus speiseri is een rechtvleugelig insect uit de familie sabelsprinkhanen (Tettigoniidae). De wetenschappelijke naam van deze soort is voor het eerst geldig gepubliceerd in 1896 door Brancsik.
1. ↑  (en) Acanthoplus speiseri op de IUCN Red List of Threatened Species.